# Vétó
A vétó (latin veto, azaz "megtiltom") a hatalom arra (például egy állami hivatalnoké), hogy valaki egyoldalúan megakadályozzon egy hivatalos aktust, általában egy törvény hatályba léptetését. A vétó lehet abszolút, például az ENSZ Biztonsági Tanácsa állandó tagjai (Kína, Franciaország, Oroszország, az Egyesült Királyság, az Amerikai Egyesült Államok) minden határozatot megvétózhatnak. Lehet korlátozott, mint az a törvénykezési szabály az Egyesült Államokban, hogy az elnöki vétót felülírhatja a képviselőház és a szenátus kétharmados többségi szavazata.
A vétó vagy csak arra jogosít fel valakit, hogy megakadályozzon egy változást és megőrizze a status quót, vagy ennél még szélesebb jogot ad (módosító vétó). India elnöke például konkrét változtatásokat javasolhat, amikor vétójogával élve visszaküld egy törvényt a parlamentnek újratárgyalásra.
A vétó koncepciója az ókori Róma consuli és tribunusi tisztségeihez kötődően született. A két egyszerre hivatalban lévő consul közül bármelyik megállíthatta a másik katonai vagy polgári döntéseit. A tribunus pedig egyoldalúan blokkolhatta a szenátus döntéseit.

## Római vétó
Az intercessiót, azaz a vétó intézményét a Kr. e. 6. században vezette be a római köztársaság, hogy a tribunusok ennek segítségével védhessék a plebs, azaz a köznép érdekeit a szenátust ellenőrző patriciusi osztály esetleges túlkapásaival szemben. A tribunusi vétó azt nem tudta megakadályozni, hogy a szenátus megszavazzon egy törvényt, de azt igen, hogy a jogszabály életbe is lépjen. A tribunusok arra is használhatták a vétójogot, hogy egy törvényjavaslat ne kerülhessen a plebeius gyűlés (Concilium Plebis) elé. A consuloknak szintén volt vétójoguk, és a döntésekhez általában mindkét consul hozzájárulására szükség volt. Az intercessio jogával bármelyikük élhetett, ha nem értettek egyet. A vétó alapvető része volt annak a római köztársasági felfogásnak, hogy a hatalomnak vinnie kell az államügyeket, ugyanakkor korlátozni kell a főhivatalnokok és intézmények hatalmát.

## A westminsteri rendszerekben
A westminsteri típusú rendszerekben és a legtöbb alkotmányos monarchiában a törvények megvétózása a királyi jóváhagyás megtagadásával a monarchák ritkán használt fenntartott joga. A gyakorlatban a Korona a konvenciót követve főtanácsosára, a miniszterelnökre hagyatkozva gyakorolja a jóváhagyás kiváltságát.

### Ausztrália
Az 1931-es westminsteri statútum óta az Egyesült Királyság parlamentje nem vonhatja vissza az ausztrál parlament törvényeit arra hivatkozva hogy azok ellentétesek az Egyesült Királyság törvényeivel, vagy érdekeivel. Ugyanez volt a hatás a Nemzetközösség más államaira, mint Kanadára, vagy Új-Zélandra. Az ausztrál alkotmány szerint azonban (59. szakasz), II. Erzsébet királynő még azokat a törvényeket is megvétózhatja egy éven belül, amelyekre már a főkormányzó megadta a királyi jóváhagyást. Ezzel a jogával sohasem élt. A főkormányzónak magának mint az uralkodó helyettesének is megvan a joga, hogy megvétózza akár az alsó-, akár a felsőház törvényeit, vagy pontosabban fogalmazva visszatartsa a hozzájárulást.
Ezt akár anélkül is megteheti, hogy konzultálna az uralkodóval, az alkotmány 58. szakasza alapján:
Amikor egy törvény, amelyet a parlament mindkét háza elfogadott, a főkormányzó elé kerül, ki kell nyilvánítania szándéka szerint, de az alkotmánynak megfelelően, hogy egyetért-e a Királynő nevében, vagy visszatartja a hozzájárulást, vagy hogy a Királynőre bízza a törvényt. A főkormányzó bármely javasolt törvényt visszaküldhet a háznak, ahonnan az érkezett, és vele együtt az általa ajánlott változtatásokat, és a Házak megfontolhatják az ajánlást.
Ez a fenntartott jog azonban alkotmányosan vitatható, és nehéz előrelátni, milyen helyzetben kerülhet sor az alkalmazására. Lehetséges értelmezés, hogy a főkormányzó abban az esetben lép közbe, ha a parlament meghozta törvény sérti az alkotmányt. Ez ellen azt vetik, hogy a kormány valószínűleg nem terjeszt be olyan törvényt, amely ennyire ki lenne téve a visszautasításnak. Az alkirályi fenntartott jogok közül sok még nem volt használatban, mivel az ausztrál nemzetközösség alkotmányos története még rövid, és azon konvenció miatt, hogy az államfő szerepének betöltője a főminiszter tanácsai szerint cselekszik. A vétójogot esetleg akkor is használhatják, ha a törvényhozás - általában egy kisebbségi parlament a kormány hozzájárulása nélkül hoz meg egy törvényt. Ilyen esetben a végrehajtó hatalom javaslatára a főkormányzó visszatartja a hozzájárulását, és így a törvény nem léphet életbe,
Némileg más a helyzet az Ausztrál Nemzetközösség föderációját alkotó hat tagállam kormányzói esetében. Az 1986-os Ausztrália-törvényig minden tagállam alkotmányosan közvetlenül a Brit Koronával állt függő viszonyban. 1986 óta teljesen függetlenek, habár a kormányzójukat a korona nevezi ki az adott állam miniszterelnökének javaslatára. A Korona nem vétózhatja meg, és az Egyesült Királyság parlamentje sem, az állami kormányzó, vagy törvényhozás határozatait. Paradox módon a tagállamok függetlenebbek a Koronától, mint a szövetségi kormány és törvényhozás. A kormányzó szerepét az egyes államok alkotmányai definiálják. Általában azokat a jogokat birtokolja, amelyek az uralkodóé lennének, köztük a királyi hozzájárulás megadásának a megtagadása.

### Kanada
Az 1867-ben alkotott kanadai alkotmány szerint Kanada főkormányzójának joga van megvétózni egy törvényt a királyi hozzájárulás megtagadásával. Ebben az esetben az uralkodó két éven belül megtilthatja a törvény kihirdetését. Ezzel a joggal azonban még sohasem éltek.
A tartományi alkirályok (hivatalos nevükön alkormányzók) szintén élhetnek a királyi hozzájárulás megtagadásának jogával a tartományi törvényekkel szemben, a főkormányzó nevében. Ilyen utoljára 1961-ben történt Saskatchewanban.

### India
Indiában az elnöknek háromféle vétójoga van: az abszolút vétó, a felfüggesztés és a "zsebvétó". Az abszolút vétő, ha megtagadja a hozzájárulást. Megteheti, hogy változtatásokat kérve visszaküld egy jogszabályt a parlamentnek. Ez a korlátozott vétó, amit a törvényhozás egyszerű többséggel felülírhat. HA ez történik, a törvény 14 nap múlva életbe lép, akár jóváhagyta az elnök, akár nem. Az elnök teheti azt is, hogy egyszerűen elfekteti a törvényt, semmit sem tesz vele. Ez a zsebvétó.

### Spanyolország
Spanyolországban az alkotmány 91. szakasza szerint a király 15 napon belül jóváhagyja a Cortes Generales (a kétkamarás spanyol parlament) hozta törvényt. A királyi hozzájárulás hiánya, bár az alkotmány ezt nem definiálja, azt jelentené, hogy a törvény nem lép életbe.
A 90. szakasz szerint a szenátus, miután megkap egy törvényszöveget, két hónapon belül indoklással megvétózhatja, vagy módosíthatja. A vétóhoz elég az egyszerű többség.

### Egyesült Királyság
Az Egyesült Királyságban a királyi vétót (azaz a királyi hozzájárulás megtagadását) utoljára 1708-ban Anna brit királynő gyakorolta. Az 1708-as skót milícia törvényt nem hagyta jóvá.
Eredetileg a Lordok Házának (felsőház) effektív vétójoga volt: megtagadhatta a Képviselőház (alsóház, „közrendiház”) hozta törvények jóváhagyását. Az 1911-es és 1949-es parlamenti törvények azonban csökkentették a felsőház hatalmát. Azóta csak módosíthatják és legföljebb egy évig késleltethetik a törvényeket. Az 1911-es törvény szerint a pénzügyi témájú törvényeket nem késleltethetik. A Salisburyi konvenció alapján nem késleltethetik azokat a törvényeket sem, amelyeket a kormányzó párt választási manifesztuma alapján hoztak.

## Fordítás
Ez a szócikk részben vagy egészben  a   Veto című angol Wikipédia-szócikk ezen változatának fordításán alapul.  Az eredeti cikk szerkesztőit annak laptörténete sorolja fel. Ez a jelzés csupán a megfogalmazás eredetét és a szerzői jogokat jelzi, nem szolgál a cikkben szereplő információk forrásmegjelöléseként.